# Q.S. Serafijn
Q.S. Serafijn, pseudoniem van Robert Hack (Roosendaal en Nispen, 19 februari 1960 – Rotterdam, 1 juni 2024), was een Nederlands beeldhouwer, installatiekunstenaar, fotograaf en schrijver.

## Biografie
Q.S. Serafijn studeerde van 1978 tot 1983 aan de Academie voor Beeldende Vorming in Tilburg en vervolgde zijn studie aansluitend tot 1986 aan de onafhankelijke kunstopleiding Ateliers '63 in Haarlem. Sinds 1991 woonde en werkte hij in Rotterdam.
Voor diverse opdrachtgevers maakte hij beelden die in de openbare ruimte opgesteld staan. In Den Haag staat bijvoorbeeld een aluminiumbeeld van John Wayne op een paard dat hij in 2010 samen met Gijs Assmann maakte. Het is gebaseerd op een commercieel polyesterbeeld van Wayne dat in de Filipijnen in oplage werd geproduceerd. Wayne heeft een emmer over zijn hoofd en heeft een bos bloemen en een paperbag in zijn handen; tussen de benen van het paard ligt een grote tomaat.

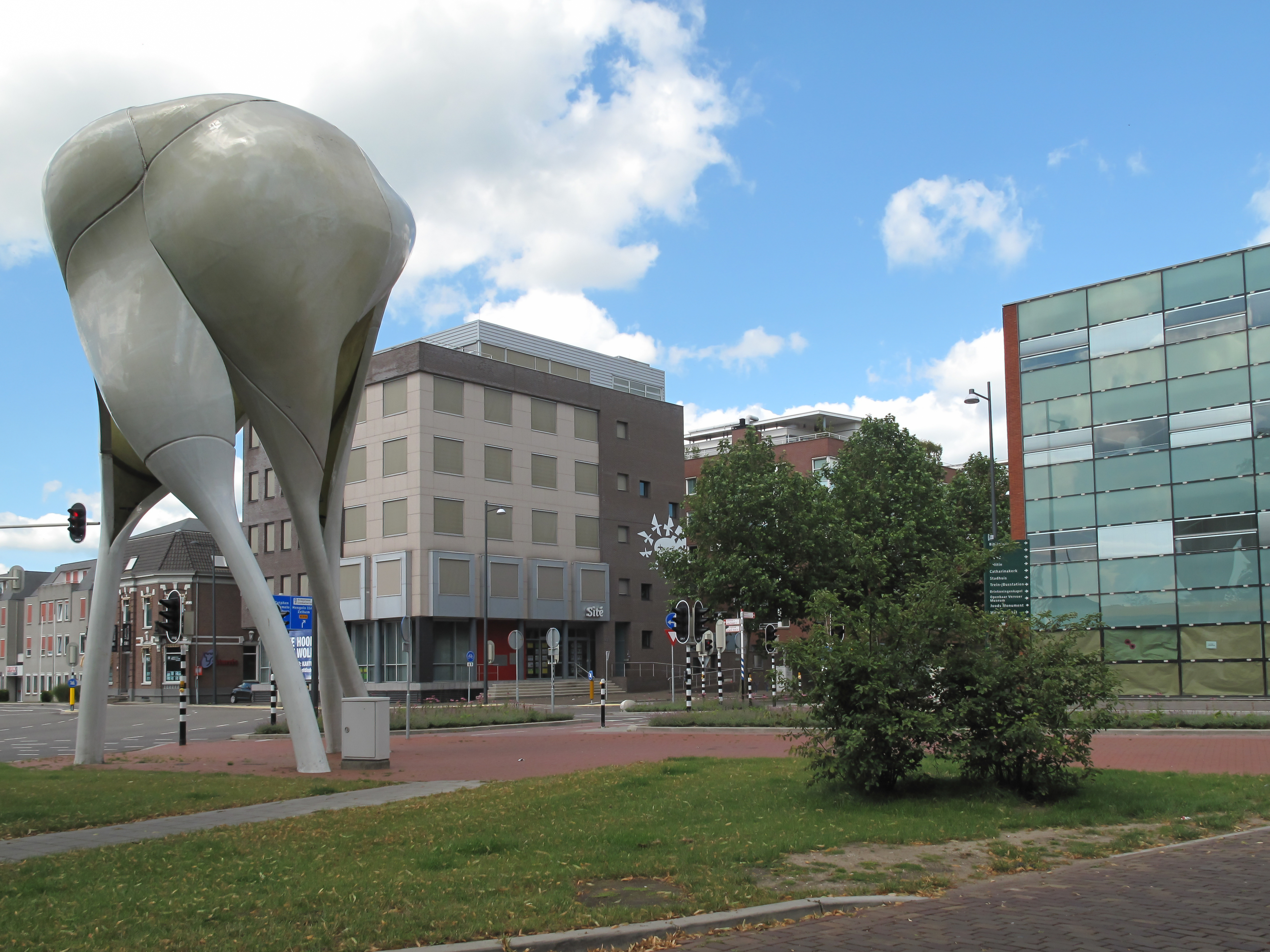
D-toren (2004), Doetinchem

Een kunstwerk in het centrum van Doetinchem is de D-toren die hij samen met architect Lars Spuybroek maakte. Het is een interactief kunstwerk dat de emoties van de stad uitbeeldt met de kleuren rood (liefde), groen (haat) en blauw (geluk). Het is lokaal omstreden en wordt in de volksmond de holle kies genoemd. De kleuren worden bepaald door vragenlijsten die door de bevolking kunnen worden ingevuld.
Andere openbare werken zijn bijvoorbeeld een labyrintische bank, BANK! (2010) in de Hilversumse Meent en de muurdecoratie met het spreekwoord Wat af is, is niet gemaakt in de hal van een politiebureau in Apeldoorn.
Van 1991 tot 1993 was hij leraar beeldende kunst en kunsttheorie aan de Jan van Eyck Academie in Maastricht en van 1993 tot 1999 aan de Willem de Kooning Academie in Rotterdam. Vanaf 2007 was hij docent voor DOGtime, de deeltijdopleiding van de Gerrit Rietveld Academie in Amsterdam.
Samen met Sonja Oudendijk won hij in 1992 de Charlotte Köhler Prijs in de categorie voor beeldende kunst. Zijn werk werd opgenomen in diverse groepsexposities, zoals in 2002 in het Stedelijk Museum Amsterdam, in 2010 in het Nederlands Fotomuseum in Rotterdam en tijdens exposities in diverse galeries.
Eind jaren 2010 waren Q.S. Serafijn en de gemeente verwikkeld in een gerechtelijke procedure over zijn kunsthond Mannes.
Robert Hack, alias Q.S. Serafijn, overleed op 1 juni 2024 op 64-jarige leeftijd.